# NGC 3842
NGC 3842 (другие обозначения — UGC 6704, MCG 3-30-72, ZWG 97.95, PGC 36487) — гигантская эллиптическая галактика (E) в созвездии Льва.
Этот объект входит в число перечисленных в оригинальной редакции «Нового общего каталога».
Галактика NGC 3842 входит в состав группы галактик NGC 3842. Помимо NGC 3842 в группу также входят ещё 17 галактик.

## Особенности
Наиболее яркая галактика скопления Льва, находится возле центра скопления. В центре галактики обнаружена сверхмассивная чёрная дыра с массой около 10 млрд солнечных масс; измерения распределения скоростей звёзд на расстоянии до трети килопарсека от центра позволяют сказать, что масса чёрной дыры укладывается в диапазон 7,2—12,7⋅109 масс Солнца с доверительной вероятностью 68%. Это первое обнаружение настолько массивной чёрной дыры, не являющейся квазаром.